# Club DeLisa
Club DeLisa war ein Jazzclub in Chicago der 1930er- bis 1950er-Jahre.
Der Club DeLisa (5516 South State Street) bestand von 1933 bis 1958. Er war im Besitz der vier DeLisa-Brüder und gehörte mit dem 798 Club, Basin Street, El Grotto Supper Club, Harry's Show Lounge, C and C Lounge und The Crown Propeller Lounge zu den bekannten Clubs in der South Side Chicagos (Bronzeville, South Shore und Woodlawn), hier Bronzeville. Der Club fasste bis 500 Personen. Dort traten anfangs u. a. Benny Goodman, Baby Dodds, Jimmy Noone, Billy Eckstine/Earl Hines, Count Basie, LaVern Baker, Chippie Hill, Lord Buckley und der Bandleader Red Saunders auf, der dort ein längeres Engagement hatte. Ein Brand unterbrach 1941 die Aktivitäten, man setzte aber sein Programm in einem neuen Gebäude als New Club DeLisa bald fort. Bis in die 1950er-Jahre traten dort noch Nappy Brown, Fletcher Henderson, Red Holloway, Lurlean Hunter und Lonnie Simmons auf. Nach dem Tode von zwei DeLisa-Brüdern wurde er 1958 geschlossen.
In Autobiography of Black Jazz beschrieb der Autor Dempsey J. Travis die Szene im Club DeLisa folgendermaßen:
The musical and artistic talent found at Club DeLisa made it the “in” place to go whether you were a native or a visitor to Chicago.